# Monogamia em animais
O emparelhamento monogâmico em animais refere-se à história natural dos sistemas de acasalamento nos quais as espécies se unem para criar a prole. Isso está associado, geralmente de forma implícita, à monogamia sexual.

## Acasalamento monogâmico
A monogamia é definida como uma união de pares entre dois animais adultos da mesma espécie. Esse par pode coabitar em uma área ou território por algum período de tempo e, em alguns casos, pode copular e se reproduzir apenas um com o outro. A monogamia pode ser de curto prazo, com duração de uma a algumas estações, ou de longo prazo, com duração de muitas estações e, em casos extremos, por toda a vida. A monogamia pode ser dividida em duas categorias: monogamia social e monogamia genética, que podem ocorrer juntas em alguma combinação ou completamente independentes uma da outra. Por exemplo, na espécie de ciclídeo Variabilichromis moorii [en], um par monogâmico cuidará dos ovos e dos filhotes juntos, mas os ovos podem não ser todos fecundados pelo macho que está cuidando deles. A monogamia em mamíferos é bastante rara, ocorrendo apenas em 3-9% dessas espécies. Sabe-se que uma porcentagem maior de espécies de aves tem relacionamentos monogâmicos (cerca de 90%), mas a maioria das espécies de aves pratica a monogamia social, mas não a genética, em contraste com o que os pesquisadores supunham anteriormente. A monogamia é bastante rara em peixes e anfíbios, mas não é inédita, aparecendo em algumas poucas espécies selecionadas.

## Monogamia social
A monogamia social refere-se à coabitação de um macho e uma fêmea. Os dois indivíduos podem cooperar na busca de recursos, como alimento e abrigo, e/ou no cuidado com os filhotes. O cuidado paterno em espécies monogâmicas é comumente demonstrado por meio do transporte, alimentação, defesa e socialização da prole. Com a monogamia social, pode não haver uma fidelidade sexual esperada entre os machos e as fêmeas. A existência de monogamia puramente social é um par social poligâmico ou poliândrico com emparelhamento extra de pares. Foi demonstrado que a monogamia social aumenta o condicionamento físico em campanhol-das-pradarias. Foi demonstrado que as campanhol-das-pradarias fêmeas vivem mais tempo quando emparelhadas com machos em um relacionamento social monogâmico. Isso pode ser devido ao gasto de energia compartilhado pelos machos e fêmeas, o que reduz a entrada de cada indivíduo. Nos achigãs, as fêmeas às vezes apresentam comportamento de cuco, colocando alguns de seus ovos no ninho de outra fêmea, “roubando” assim as fertilizações de outras fêmeas. Os conflitos sexuais que foram propostos para surgir da monogamia social incluem infidelidade e investimento parental. O conflito proposto é derivado da hipótese de alocação diferencial centrada no conflito, que afirma que há uma troca entre investimento e atratividade.

## Monogamia genética
A monogamia genética refere-se a um sistema de acasalamento no qual a fidelidade do par de ligação é exibida. Embora pares individuais possam ser geneticamente monogâmicos, nenhuma espécie foi identificada como totalmente monogâmica geneticamente.
Em algumas espécies, a monogamia genética foi imposta. Roedores fêmeas não demonstraram nenhuma diferença na fecundidade com a monogamia genética, mas ela pode ser imposta pelos machos em alguns casos. A guarda do parceiro é uma tática típica em espécies monogâmicas. Ela está presente em muitas espécies animais e, às vezes, pode ser expressa em vez do cuidado parental pelos machos. Isso pode ocorrer por vários motivos, inclusive garantia de paternidade.

## Evolução da monogamia em animais
Embora a evolução da monogamia em animais não possa ser amplamente determinada, existem várias teorias sobre como a monogamia pode ter evoluído.

### Anisogamia
A anisogamia é uma forma de reprodução sexual que envolve a fusão de dois gametas de tamanhos desiguais. Em muitos animais, há dois sexos: o macho, no qual o gameta é pequeno, móvel, geralmente abundante e menos dispendioso do ponto de vista energético, e a fêmea, na qual o gameta é maior, mais dispendioso do ponto de vista energético, produzido em uma taxa mais baixa e, em grande parte, imóvel. Acredita-se que a anisogamia tenha evoluído da isogamia, a fusão de gametas semelhantes, várias vezes em muitas espécies diferentes.
A introdução da anisogamia fez com que os machos e as fêmeas tendessem a ter diferentes estratégias ideais de acasalamento. Isso ocorre porque os machos podem aumentar sua aptidão acasalando-se com muitas fêmeas, enquanto as fêmeas são limitadas por sua própria fecundidade. As fêmeas, portanto, costumam ser mais seletivas na escolha dos parceiros. Sugere-se que a monogamia limite as diferenças de aptidão, já que machos e fêmeas acasalam em pares. Isso parece não ser benéfico para os machos, mas pode não ser em todos os casos. Vários comportamentos e preocupações ecológicas podem ter levado à evolução da monogamia como uma estratégia de acasalamento relevante. A disponibilidade de parceiros e recursos, imposição, a assistência ao parceiro e a defesa do território podem ser alguns dos fatores mais predominantes que afetam o comportamento animal.

### Monogamia facultativa
Introduzida pela primeira vez por Kleiman, a monogamia facultativa ocorre quando as fêmeas estão amplamente dispersas. Isso pode ocorrer porque as fêmeas de uma espécie tendem a ser solitárias ou porque a distribuição dos recursos disponíveis faz com que as fêmeas prosperem quando separadas em territórios distintos. Nesses casos, há menos chance de um determinado macho encontrar várias fêmeas para acasalar. Nesse caso, torna-se mais vantajoso para um macho permanecer com uma fêmea, em vez de procurar outra e correr o risco de (a) não encontrar outra fêmea e ou (b) não ser capaz de combater outro macho que interfira em sua prole acasalando com a fêmea ou por meio de infanticídio [en]. Nessas situações, a competição entre machos é reduzida e a escolha da fêmea é limitada. O resultado final é que a escolha do parceiro é mais aleatória do que em uma população mais densa, o que tem vários efeitos, inclusive a limitação do dimorfismo e da seleção sexual.
Com a disponibilidade de recursos limitada, o acasalamento com vários parceiros pode ser mais difícil porque a densidade de indivíduos é reduzida. O habitat não pode sustentar vários parceiros, portanto a monogamia pode ser mais predominante. Isso ocorre porque os recursos podem ser encontrados mais facilmente para o par do que para o indivíduo. O argumento da disponibilidade de recursos foi demonstrado em muitas espécies, mas em várias espécies, uma vez que a disponibilidade de recursos aumenta, a monogamia ainda é aparente.
Com o aumento da disponibilidade de recursos, os machos podem estar compensando a restrição de sua aptidão por vários meios. Em casos de monogamia social, os machos podem compensar qualquer redução de aptidão por meio de emparelhamento extra de pares. O emparelhamento extra de pares refere-se ao acasalamento de machos e fêmeas com vários parceiros, mas que só criam filhotes com um parceiro. O macho pode não ter parentesco com todos os descendentes de sua parceira principal, mas alguns descendentes estão sendo criados em outras ninhadas por outros machos e fêmeas, compensando assim qualquer limitação da monogamia. Os machos são enganados ("cuckolds" ou "cornos"), mas, como possuem outras parceiras sexuais, eles enganam outros machos e aumentam sua própria aptidão. Os machos apresentam hábitos de cuidado parental para serem um parceiro aceitável para a fêmea. Qualquer macho que não apresente cuidados parentais não seria aceito como parceiro sexual de fêmeas socialmente monogâmicas em um padrão de imposição.

### Monogamia obrigatória
Kleiman também ofereceu uma segunda teoria. Na monogamia obrigatória, a força motriz por trás da monogamia é uma necessidade maior de investimento paterno. Essa teoria pressupõe que, sem o cuidado biparental, o nível de aptidão da prole seria bastante reduzido. Esse cuidado paterno pode ou não ser igual ao cuidado materno.
Em relação ao cuidado paterno, alguns pesquisadores argumentam que o infanticídio é a verdadeira causa da monogamia. No entanto, essa teoria não obteve muito apoio e foi criticada por vários autores, incluindo Lukas, Clutton-Brock e Dixson.

## Imposição
O acasalamento monogâmico também pode ser causado simplesmente pela imposição por meio de táticas como a guarda do parceiro. Nessas espécies, os machos impedem que outros machos copulem com a fêmea escolhida ou vice-versa. Os machos ajudam a afastar outros machos agressivos e mantêm a fêmea para si. Isso não ocorre em todas as espécies, como em alguns primatas, nos quais a fêmea pode ser mais dominante do que o macho e pode não precisar de ajuda para evitar acasalamentos indesejados; no entanto, o casal ainda pode se beneficiar de alguma forma de assistência ao parceiro e, portanto, a monogamia pode ser imposta para garantir a assistência dos machos. No entanto, o cuidado biparental não é observado em todas as espécies monogâmicas, portanto, essa pode não ser a única causa da imposição das fêmeas.

## Assistência ao parceiro e defesa do território
Nas espécies em que a guarda do parceiro não é necessária, ainda pode haver a necessidade de o par proteger um ao outro. Um exemplo disso seria o comportamento de sentinela em espécies de aves. A principal vantagem do comportamento de sentinela é que muitas táticas de sobrevivência são aprimoradas. Conforme declarado, o macho ou a fêmea agirá como sentinela e sinalizará para seu companheiro se houver um predador presente. Isso pode levar a um aumento na sobrevivência, na procura de alimentos e na incubação de ovos.
O cuidado dos machos com a prole é bastante raro em alguns tipos de espécies. Isso se deve ao fato de que os machos podem aumentar sua aptidão ao procurar vários parceiros. A aptidão das fêmeas é limitada por sua fecundidade, portanto, o acasalamento múltiplo não afeta sua aptidão na mesma medida. Os machos têm a oportunidade de encontrar um novo parceiro mais cedo do que as fêmeas quando há fecundação interna ou quando as fêmeas apresentam a maior parte dos cuidados com a prole. Quando os machos demonstram cuidar da prole, assim como as fêmeas, isso é chamado de cuidado biparental.
O cuidado biparental pode ocorrer quando há uma chance menor de sobrevivência da prole sem o cuidado masculino. A evolução desse cuidado foi associada a uma prole energeticamente dispendiosa. O cuidado biparental é exibido em muitas espécies de aves. Nesses casos, o macho tem uma chance maior de aumentar sua própria aptidão física ao garantir que sua prole viva o suficiente para se reproduzir. Se o macho não estiver presente nessas populações, a sobrevivência da prole é drasticamente reduzida e há uma redução na aptidão masculina. Sem a monogamia, o cuidado biparental é menos comum e há uma chance maior de infanticídio. O infanticídio com o acasalamento monogâmico levaria a uma redução na aptidão dos machos socialmente monogâmicos e não é observado em grande escala.

## Consequências do acasalamento monogâmico
Acredita-se que a monogamia como um sistema de acasalamento em animais reduz os níveis de alguns métodos de competição pré e pós-copulatória. Devido a essa redução na competição, em alguns casos, a regulação de determinadas características morfológicas pode ser reduzida. Isso resultaria em uma grande variedade de diferenças morfológicas e fisiológicas, como o dimorfismo sexual e a qualidade do esperma.

## Dimorfismo sexual
O dimorfismo sexual denota as diferenças entre machos e fêmeas da mesma espécie. Mesmo em animais que aparentemente não apresentam dimorfismo sexual morfológico visível, ainda há dimorfismo nos gametas. Entre os mamíferos, os machos têm os gametas menores e as fêmeas têm os gametas maiores. Assim que os dois sexos emergem, o dimorfismo nas estruturas e nos tamanhos dos gametas pode levar a um dimorfismo adicional na espécie. O dimorfismo sexual geralmente é causado pela evolução em resposta à competição entre machos e fêmeas e à escolha das fêmeas. Em espécies poligâmicas, há um dimorfismo sexual notável. O dimorfismo sexual é visto normalmente nos aspectos de sinalização sexual da morfologia. Os machos geralmente exibem esses traços dimórficos e eles geralmente são traços que ajudam a sinalizar para as fêmeas ou para a competição entre os machos. Nas espécies monogâmicas, acredita-se que o conflito sexual seja menor e, geralmente, pouco ou nenhum dimorfismo sexual é observado, pois há menos ornamentação e armadura. Isso ocorre porque há um relaxamento da seleção sexual, o que pode estar relacionado a um ciclo de feedback causado por uma baixa densidade populacional. Se a seleção sexual for muito intensa em uma população com baixa densidade, a população diminuirá. Nas gerações seguintes, a seleção sexual se tornará cada vez menos relevante, pois o acasalamento se tornará mais aleatório. Acredita-se que um ciclo de feedback semelhante ocorra com a qualidade do esperma em pares geneticamente monogâmicos.

## Qualidade do esperma
Quando a anisogamia surge em uma espécie devido ao dimorfismo dos gametas, há um nível inerente de competição. Isso pode ser visto, no mínimo, como competição de esperma. A competição de esperma é definida como um modo pós-cópula de seleção sexual que causa a diversidade de esperma entre as espécies. Assim que o esperma e o óvulo são os tipos predominantes de acasalamento, há um aumento na necessidade de gametas masculinos. Isso se deve ao fato de que haverá um grande número de espermatozoides malsucedidos, o que custará um certo nível de gasto de energia sem que haja benefício para o espermatozoide individual. Os espermatozoides em encontros sexuais poligâmicos evoluíram em termos de tamanho, velocidade, estrutura e quantidade. Essa competição causa a seleção de traços competitivos que podem ser pré ou pós-copulatórios. Em espécies em que a escolha críptica da fêmea [en] é uma das principais fontes de competição, as fêmeas podem escolher espermatozoides entre vários pretendentes masculinos. Normalmente, são selecionados os espermatozoides de maior qualidade.
Em espécies geneticamente monogâmicas, pode-se esperar que a competição de esperma esteja ausente ou seja severamente limitada. Não há seleção para os espermatozoides de melhor qualidade entre os espermatozoides de vários machos, e a cópula é mais aleatória do que em situações poligâmicas. Portanto, a qualidade do esperma de espécies monogâmicas tem uma variação maior, e esperma de qualidade inferior foi observado em várias espécies. A falta de competição de esperma não é vantajosa para a qualidade do esperma. Um exemplo disso é o dom-fafe eurasiano, que apresenta seleção relaxada e competição de esperma. Os espermatozoides desses machos têm velocidade mais baixa do que os de outras espécies de aves passeriformes poligâmicas, intimamente relacionadas, e a quantidade de anormalidades na estrutura, no comprimento e na contagem dos espermatozoides, quando comparados a famílias de pássaros semelhantes, é maior.

## Animais
A evolução dos sistemas de acasalamento em animais tem recebido uma enorme atenção dos biólogos. Esta seção analisa brevemente três descobertas principais sobre a evolução da monogamia em animais.
A quantidade de monogamia social em animais varia entre os táxons, com mais de 90% das aves envolvidas em monogamia social, enquanto apenas 3-9% dos mamíferos são conhecidos por fazer o mesmo.
Essa lista não está completa. Outros fatores também podem contribuir para a evolução da monogamia social. Além disso, diferentes conjuntos de fatores podem explicar a evolução da monogamia social em diferentes espécies. Não existe uma explicação única para o fato de diferentes espécies terem desenvolvido sistemas de acasalamento monogâmico.

### Dimorfismo sexual
O dimorfismo sexual refere-se às diferenças nas características corporais entre fêmeas e machos. Um tipo de dimorfismo sexual frequentemente estudado é o tamanho do corpo. Por exemplo, entre os mamíferos, os machos geralmente têm corpos maiores do que as fêmeas. Em outras ordens, no entanto, as fêmeas têm corpos maiores que os dos machos. O dimorfismo sexual no tamanho do corpo tem sido associado ao comportamento de acasalamento.
Em espécies poligínicas, os machos competem pelo controle do acesso sexual às fêmeas. Os machos grandes têm uma vantagem na competição pelo acesso às fêmeas e, consequentemente, passam seus genes para um número maior de descendentes. Isso acaba resultando em grandes diferenças no tamanho do corpo entre fêmeas e machos. Os machos poligínicos geralmente são 1,5 a 2 vezes maiores do que as fêmeas. Em espécies monogâmicas, por outro lado, as fêmeas e os machos têm acesso mais igualitário aos parceiros, portanto, há pouco ou nenhum dimorfismo sexual no tamanho do corpo. De um novo ponto de vista biológico, a monogamia pode ser resultado da vigilância de parceiros [en] e é engajada como resultado de um conflito sexual.
Alguns pesquisadores tentaram inferir a evolução dos sistemas de acasalamento humano a partir da evolução do dimorfismo sexual. Vários estudos relataram uma grande quantidade de dimorfismo sexual no Australopithecus, um ancestral evolutivo dos seres humanos que viveu entre 2 e 5 milhões de anos atrás.
Esses estudos levantam a possibilidade de que o Australopithecus tinha um sistema de acasalamento poligâmico. O dimorfismo sexual começou então a diminuir. Estudos sugerem que o dimorfismo sexual atingiu os níveis humanos modernos por volta da época do Homo erectus, de 0,5 a 2 milhões de anos atrás. Essa linha de raciocínio sugere que os ancestrais humanos começaram poligâmicos e iniciaram a transição para a monogamia em algum lugar entre 0,5 milhão e 2 milhões de anos atrás.
As tentativas de inferir a evolução da monogamia com base no dimorfismo sexual permanecem controversas por três motivos:
- Os restos do esqueleto do Australopithecus são bastante fragmentários. Isso dificulta a identificação do sexo dos fósseis. Às vezes, os pesquisadores identificam o sexo dos fósseis pelo seu tamanho, o que, obviamente, pode exagerar as descobertas de dimorfismo sexual.
- Estudos recentes usando novos métodos de medição sugerem que o Australopithecus tinha a mesma quantidade de dimorfismo sexual que os humanos modernos.[39][40] Isso levanta questões sobre a quantidade de dimorfismo sexual no Australopithecus.
- Os seres humanos podem ter sido parcialmente únicos no sentido de que as pressões de seleção para o dimorfismo sexual podem ter sido relacionadas aos novos nichos em que os seres humanos estavam entrando na época e como isso pode ter interagido com as possíveis culturas primitivas e o uso de ferramentas. Se esses primeiros humanos tinham uma diferenciação de papéis de gênero, com homens caçando e mulheres coletando, as pressões de seleção em favor do aumento de tamanho podem ter sido distribuídas de forma desigual entre os sexos.
- Mesmo que estudos futuros estabeleçam claramente o dimorfismo sexual no Australopithecus, outros estudos demonstraram que a relação entre o dimorfismo sexual e o sistema de acasalamento não é confiável.[31][32] Algumas espécies poligâmicas apresentam pouco ou nenhum dimorfismo sexual. Algumas espécies monogâmicas apresentam uma grande quantidade de dimorfismo sexual.

Estudos sobre dimorfismo sexual levantam a possibilidade de que os primeiros ancestrais humanos eram polígamos em vez de monogâmicos. Mas essa linha de pesquisa continua altamente controversa. Pode ser que os primeiros ancestrais humanos apresentassem pouco dimorfismo sexual e pode ser que o dimorfismo sexual nos primeiros ancestrais humanos não tivesse relação com seus sistemas de acasalamento.

### Tamanho do testículo

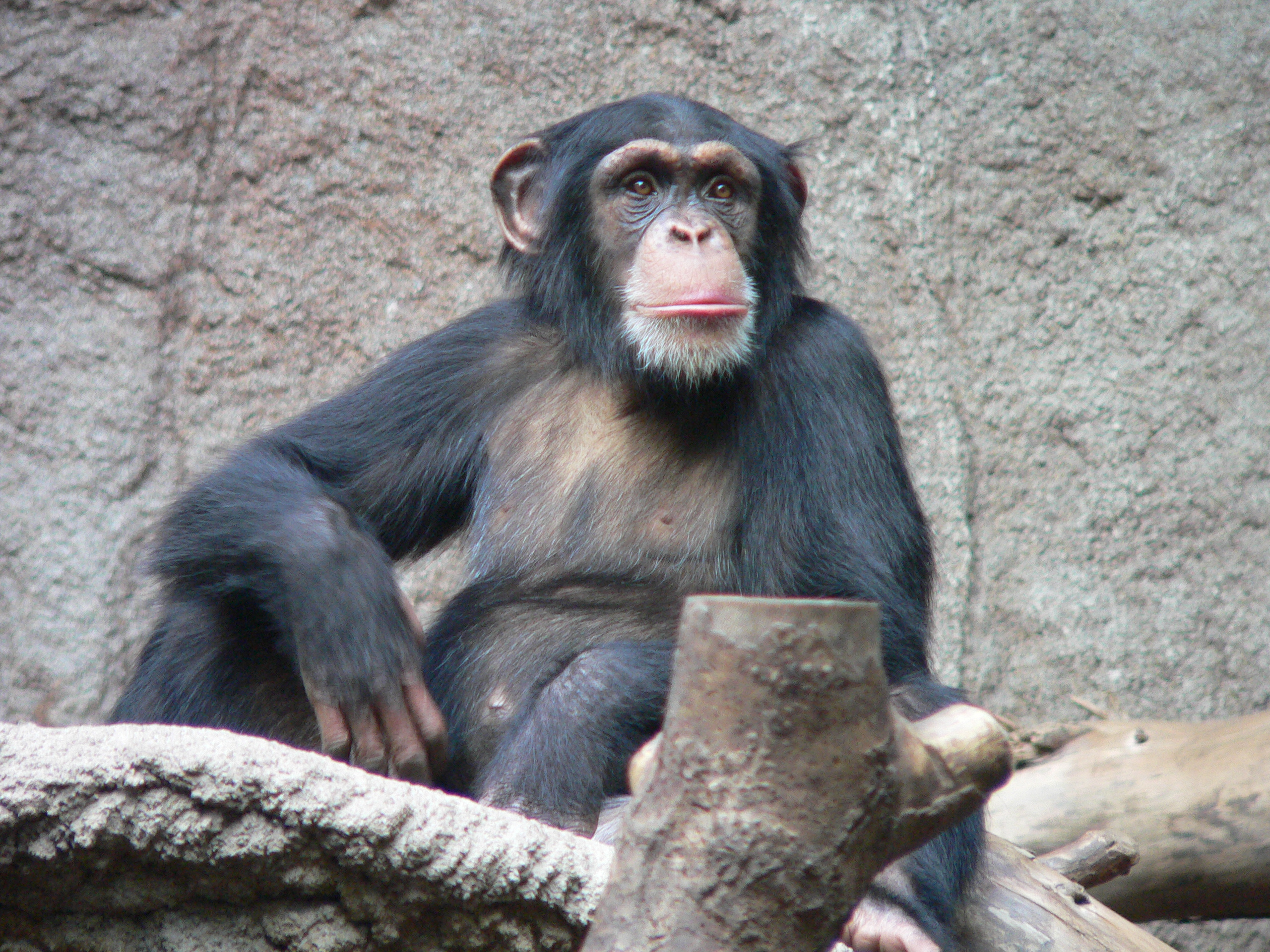
Chimpanzé

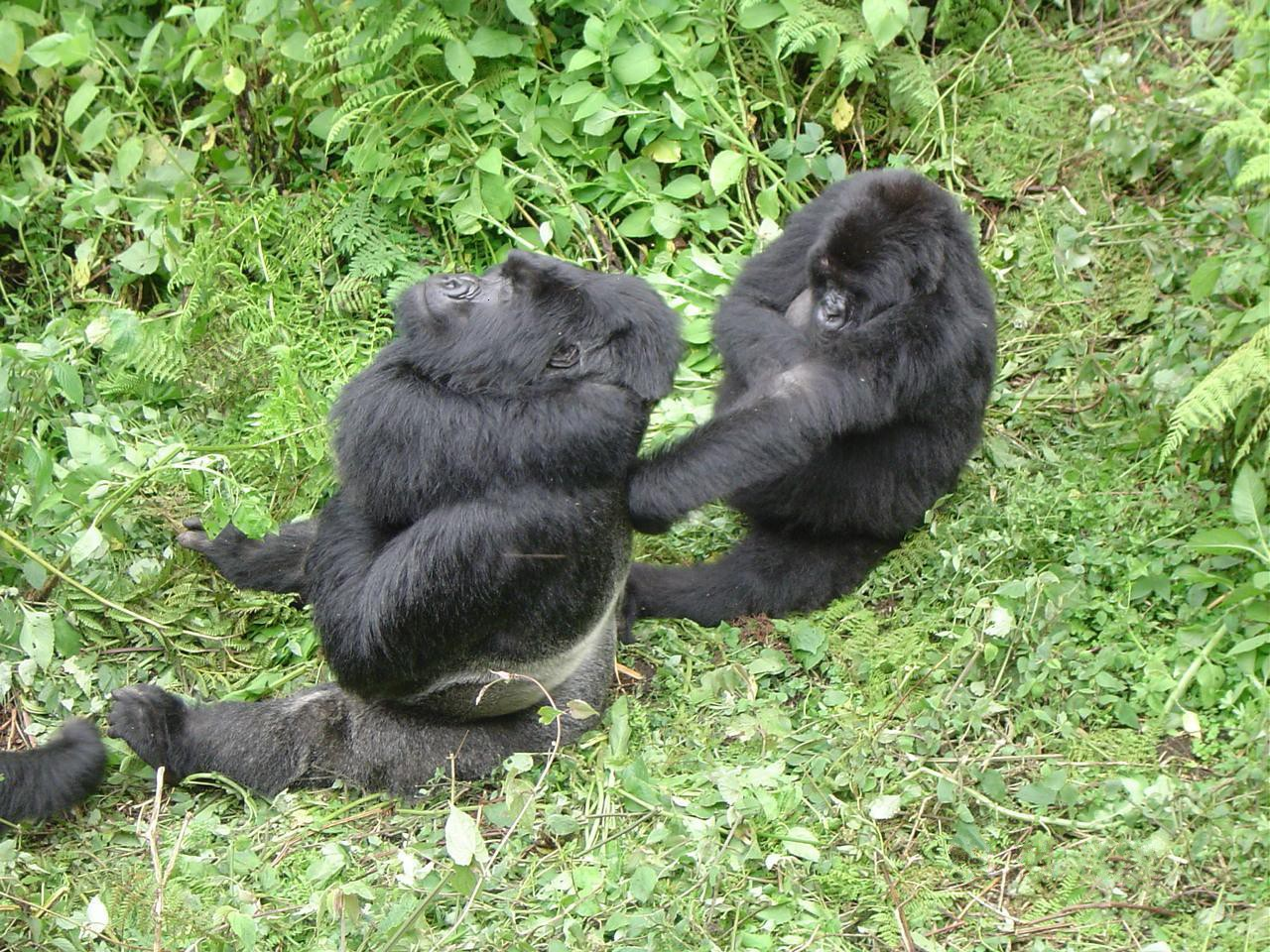
Gorila macho e fêmea

Os tamanhos relativos dos testículos masculinos geralmente refletem os sistemas de acasalamento. Em espécies com sistemas de acasalamento promíscuos, em que muitos machos acasalam com muitas fêmeas, os testículos tendem a ser relativamente grandes. Isso parece ser o resultado da competição de esperma. Os machos com testículos grandes produzem mais espermatozoides e, assim, obtêm vantagem na fecundação das fêmeas. Nas espécies poligínicas, em que um macho controla o acesso sexual às fêmeas, os testículos tendem a ser pequenos. Um macho defende o acesso sexual exclusivo a um grupo de fêmeas e, assim, elimina a competição por esperma.
Estudos com primatas apoiam a relação entre o tamanho dos testículos e o sistema de acasalamento. Os chimpanzés, que têm um sistema de acasalamento promíscuo, têm testículos grandes em comparação com outros primatas. Os gorilas, que têm um sistema de acasalamento poligínico, têm testículos menores do que os de outros primatas. Os humanos, que têm um sistema de acasalamento socialmente monogâmico, têm testículos de tamanho moderado. As quantidades moderadas de não monogamia sexual em humanos podem resultar em uma quantidade baixa a moderada de competição de esperma.

### Monogamia como a melhor resposta
Os fatores de seleção em favor de diferentes estratégias de acasalamento para uma espécie de animal, no entanto, podem potencialmente operar em um grande número de fatores ao longo do ciclo de vida do animal. Por exemplo, em muitas espécies de ursos, a fêmea geralmente afasta o macho logo após o acasalamento e, mais tarde, protege seus filhotes dele. Acredita-se que isso se deva ao fato de que muitos ursos próximos uns dos outros podem esgotar o alimento disponível para os filhotes relativamente pequenos, mas em crescimento. A monogamia pode ser social, mas raramente genética. Por exemplo, na espécie de ciclídeo Variabilichromis moorii, um par monogâmico cuida de seus ovos e filhotes, mas os ovos não são todos fertilizados pelo mesmo macho. Thierry Lodé argumentou que a monogamia deve resultar do conflito de interesses entre os sexos, chamado de conflito sexual.

### Espécies monogâmicas
Há espécies que adotaram a monogamia com grande sucesso. Por exemplo, o campanhol-das-pradarias macho acasala exclusivamente com a primeira fêmea com quem acasala. O roedor é extremamente leal e chega a atacar outras fêmeas que se aproximam dele. Esse tipo de comportamento tem sido associado ao hormônio vasopressina. Esse hormônio é liberado quando o macho acasala e cuida dos filhotes. Devido aos efeitos recompensadores desse hormônio, o macho tem uma sensação positiva quando mantém um relacionamento monogâmico. Para testar ainda mais essa teoria, os receptores que controlam a vasopressina foram colocados em outra espécie de ratazana que é promíscua. Após essa adição, as roedoras originalmente infiéis tornaram-se monogâmicas com o parceiro selecionado. Esses mesmos receptores podem ser encontrados no cérebro humano e foi constatado que variam em nível individual, o que poderia explicar por que alguns machos humanos tendem a ser mais leais do que outros.
Os pinguins-imperador ficam juntos para cuidar de seus filhotes. Isso se deve à dureza do clima antártico, aos predadores e à escassez de alimentos. Um dos pais protege o filhote, enquanto o outro procura comida. Entretanto, esses pinguins permanecem monogâmicos somente até que o filhote possa sair por conta própria. Depois que o filhote não precisa mais de seus cuidados, aproximadamente 85% dos pais se separam e, normalmente, encontram um novo parceiro a cada temporada de reprodução.
Os calaus são aves socialmente monogâmicas que geralmente tem apenas um parceiro durante toda a vida, como o campanhol-das-pradarias. A fêmea se fecha em uma cavidade de ninho, selada com um tampão de ninho, por dois meses. Nesse período, ela botará ovos e será cuidada por seu companheiro. Os machos estão dispostos a trabalhar para sustentar a si mesmos, a companheira e a prole para sobreviver; no entanto, ao contrário do pinguim-imperador, os calaus não encontram novas parceiras a cada estação.
É relativamente incomum encontrar relacionamentos monogâmicos em peixes, anfíbios e répteis; no entanto, a salamandra-de-dorso-vermelho-do-norte e o góbio-neon-de-focinho-afiado [en] também praticam a monogamia. No entanto, descobriu-se que o peixe macho desse góbio se separa da fêmea repentinamente, deixando-a abandonada. Em um estudo realizado pela Universidade de Oregon, descobriu-se que esse peixe não pratica a monogamia verdadeira, mas a monogamia em série. Isso significa, essencialmente, que o góbio terá vários relacionamentos monogâmicos ao longo de sua vida, mas estará em apenas um relacionamento de cada vez. A salamandra-de-dorso-vermelho-do-norte apresentou sinais de monogamia social, que é a ideia de que os animais formam pares para acasalar e criar a prole, mas ainda assim participarão de cópulas extras com vários machos ou fêmeas para aumentar sua aptidão biológica. Esse é um conceito relativamente novo em salamandras e não tem sido visto com frequência. Também é preocupante o fato de que o ato de monogamia pode inibir as taxas reprodutivas e o sucesso biológico das salamandras. No entanto, o estudo realizado em cooperação pela Universidade de Louisiana, Lafayette, e pela Universidade da Virgínia mostrou que as salamandras não são inibidas por essa monogamia se apresentarem estratégias alternativas com outros parceiros.
Os macacos-da-noite-de-Azara são outra espécie que demonstrou ser monogâmica. Em um estudo de 18 anos conduzido pela Universidade da Pensilvânia, esses macacos demonstraram ser totalmente monogâmicos, não exibindo nenhuma informação genética ou visual que pudesse levar à suposição de que estava ocorrendo uma cópula extra de pares. Isso explicou a questão de por que os machos investiam tanto tempo para proteger e criar seus próprios filhotes. Como a monogamia é muitas vezes referida como “colocar todos os ovos em uma única cesta”, o macho quer garantir que seus filhotes sobrevivam e, assim, passar seus genes adiante.
A aranha-da-grama-do-deserto [en], também é monogâmica em sua maioria. O tamanho do macho é o fator determinante nas brigas por uma fêmea, com o macho maior emergindo como vencedor, já que seu tamanho significa sucesso na futura prole.
Outras espécies monogâmicas incluem lobos, certas espécies de raposas, lontras, alguns animais com casco, alguns morcegos e o castor-europeu. Esse castor é particularmente interessante, pois está praticando a monogamia em sua reintrodução em certas partes da Europa; no entanto, sua contraparte americana não é monogâmica e frequentemente participa de comportamentos promíscuos. As duas espécies são bastante semelhantes em termos de ecologia, mas os castores americanos tendem a ser menos agressivos do que os europeus. Nesse caso, a escassez da população de castores europeus poderia impulsionar seu comportamento monogâmico; além disso, reduz o risco de transmissão de parasitas, o que está correlacionado com a aptidão biológica. A monogamia está se mostrando muito eficiente para esse castor, pois sua população está aumentando.